# 동첩
"동첩"(Young Mistress)은 한국에서 제작된 김우진 감독의 2002년 영화이다. 이지혜 등이 주연으로 출연하였다.

## 출연

### 주연
- 이지혜
- 동방우
- 정영금 - 본처 역

## 기타
- 원작자: 방기환
- 조명: 박민
- 스틸: 이보경
- 조감독: 유창원
- 미술: 조융삼